# Chapelle Notre-Dame du Majou (Gourdon)
La chapelle Notre-Dame du Majou de Gourdon  est une chapelle catholique située sur le territoire de la commune de Gourdon, dans le département du Lot, en France. 

## Historique

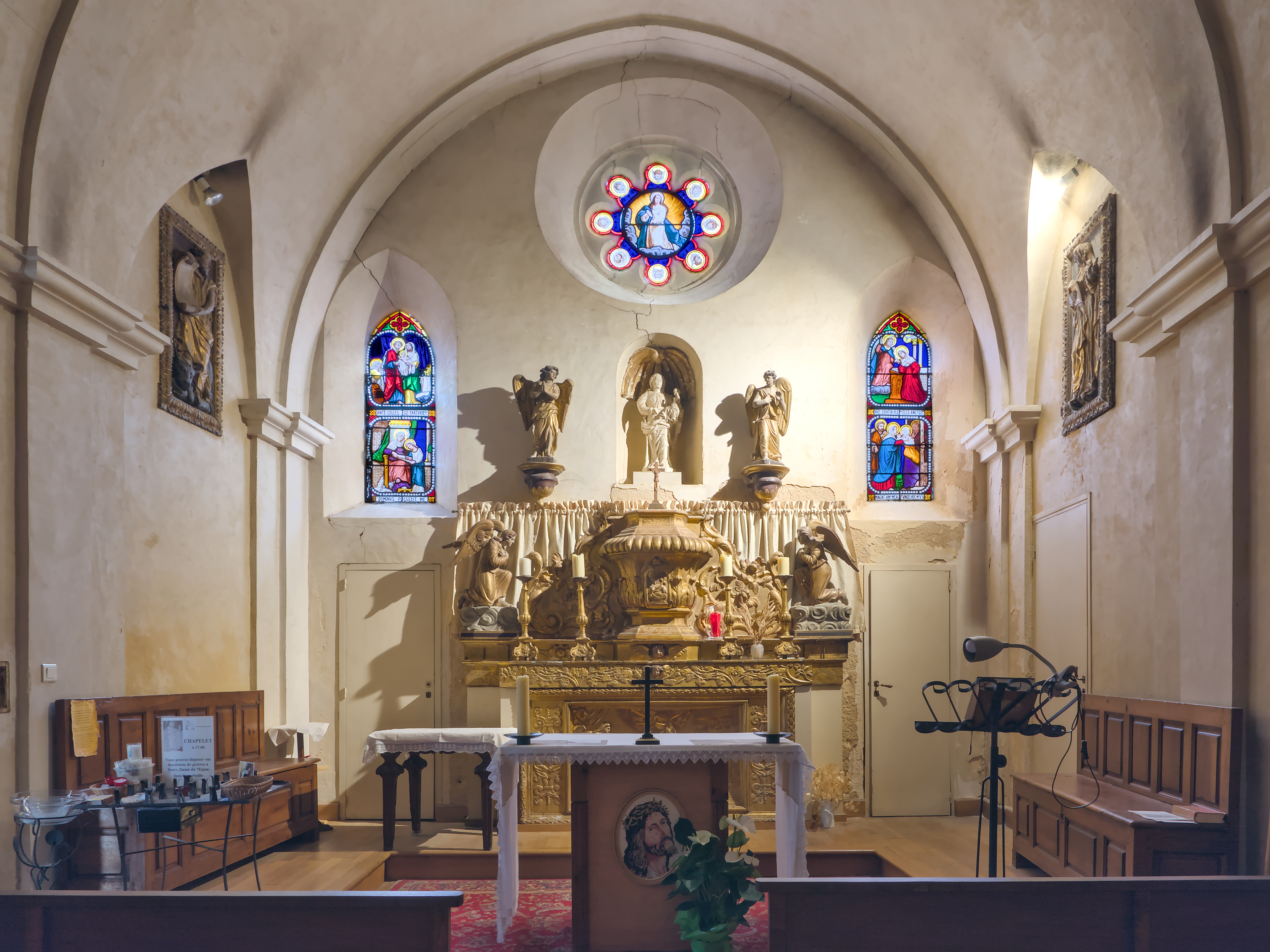
La nef, l'autel et les deux panneaux sculptés

La chapelle est située à l'emplacement supposé d'un oratoire ruiné en 1562. Elle avait été édifiée dans la seconde moitié du XVIIe siècle, après le démantèlement des défenses de la porte du Majou. 
Un clocheton néo-gothique construit au XIXe siècle la surmonte. Le pape Pie IX a accordé le 7 mai 1863 une indulgence perpétuelle de sept ans et de sept quarantaine à ceux qui viendront prier dans cette chapelle.

## Mobilier
Le mobilier est attribué à l'atelier de la famille Tournié : devant l'autel en bois doré, représentant la naissance de la Vierge et panneaux sculptés aux effigies de sainte Anne et saint Luc.

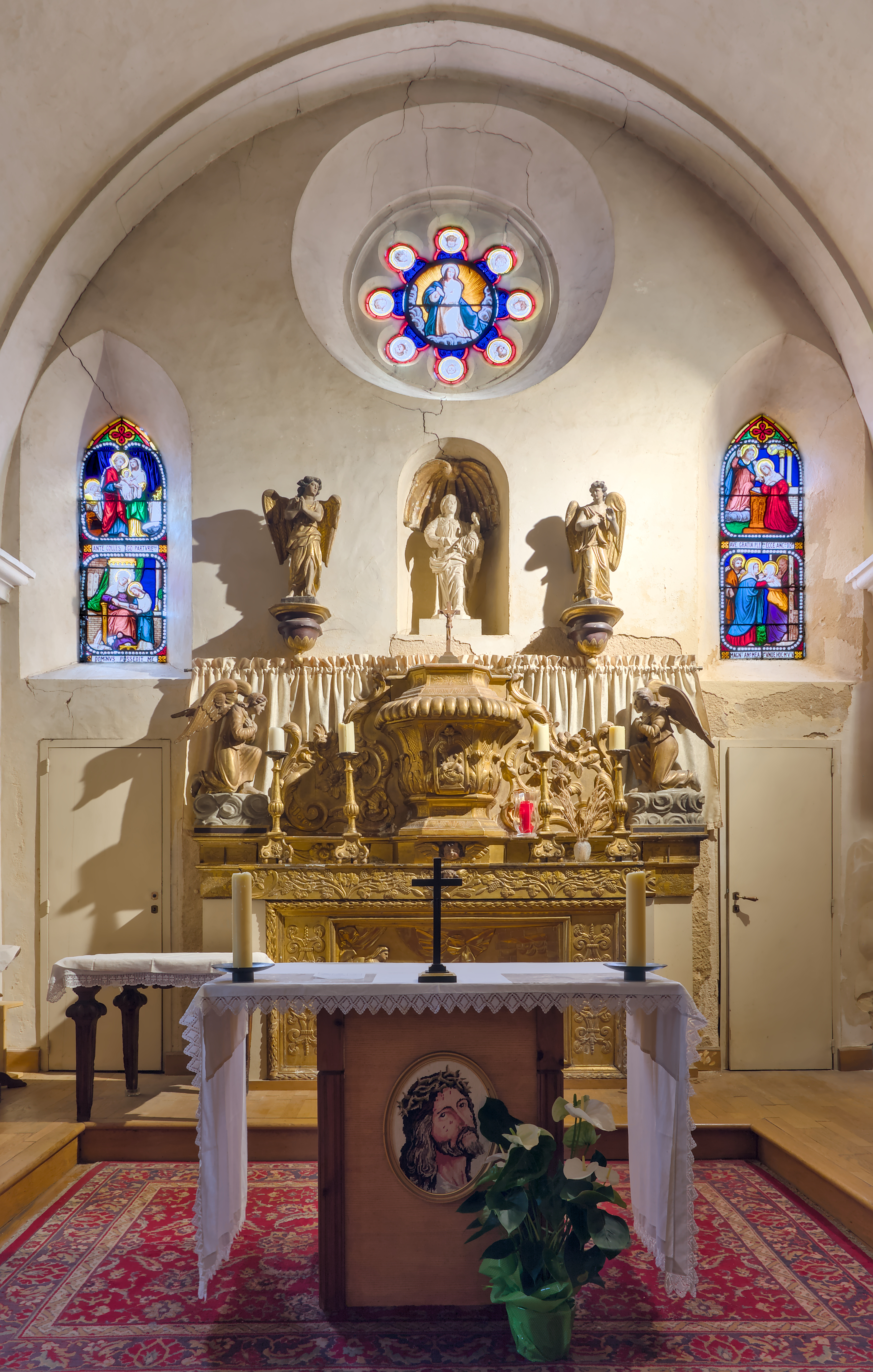
L'autel et les vitraux du chœur.
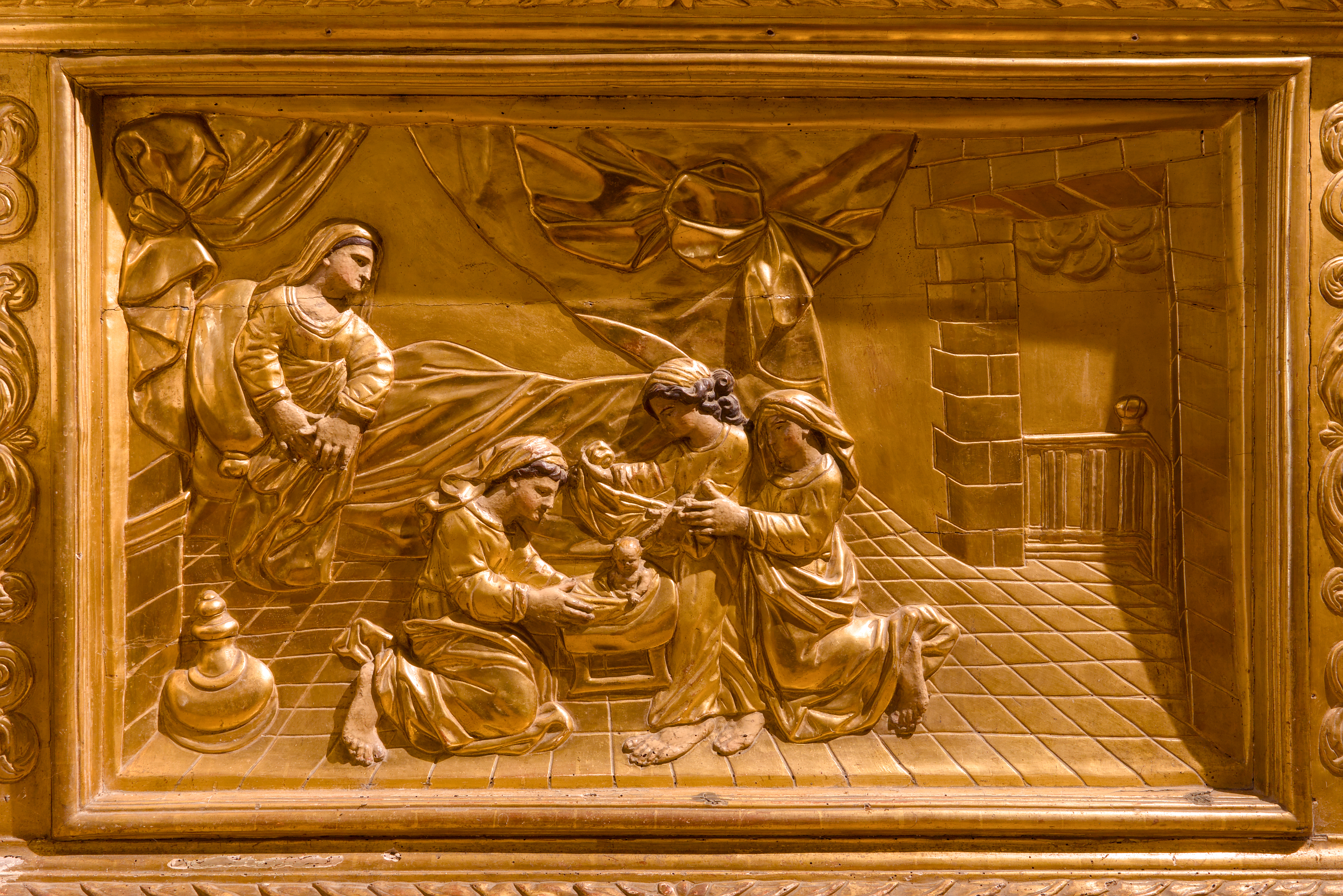
Panneau sculpté sur l'autel : la naissance de Marie.
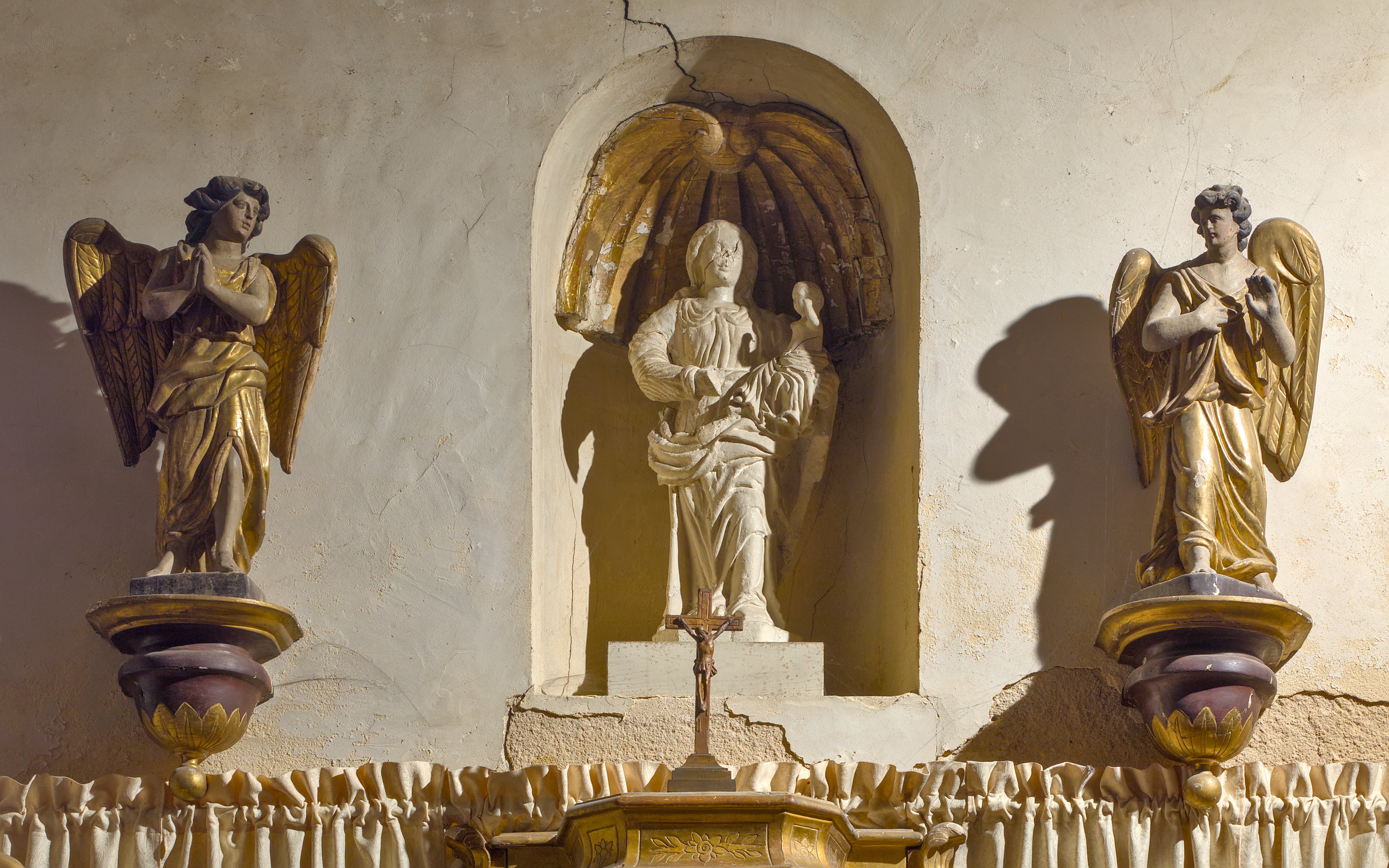
Statue de la Vierge à l'Enfant, entourée de deux anges.
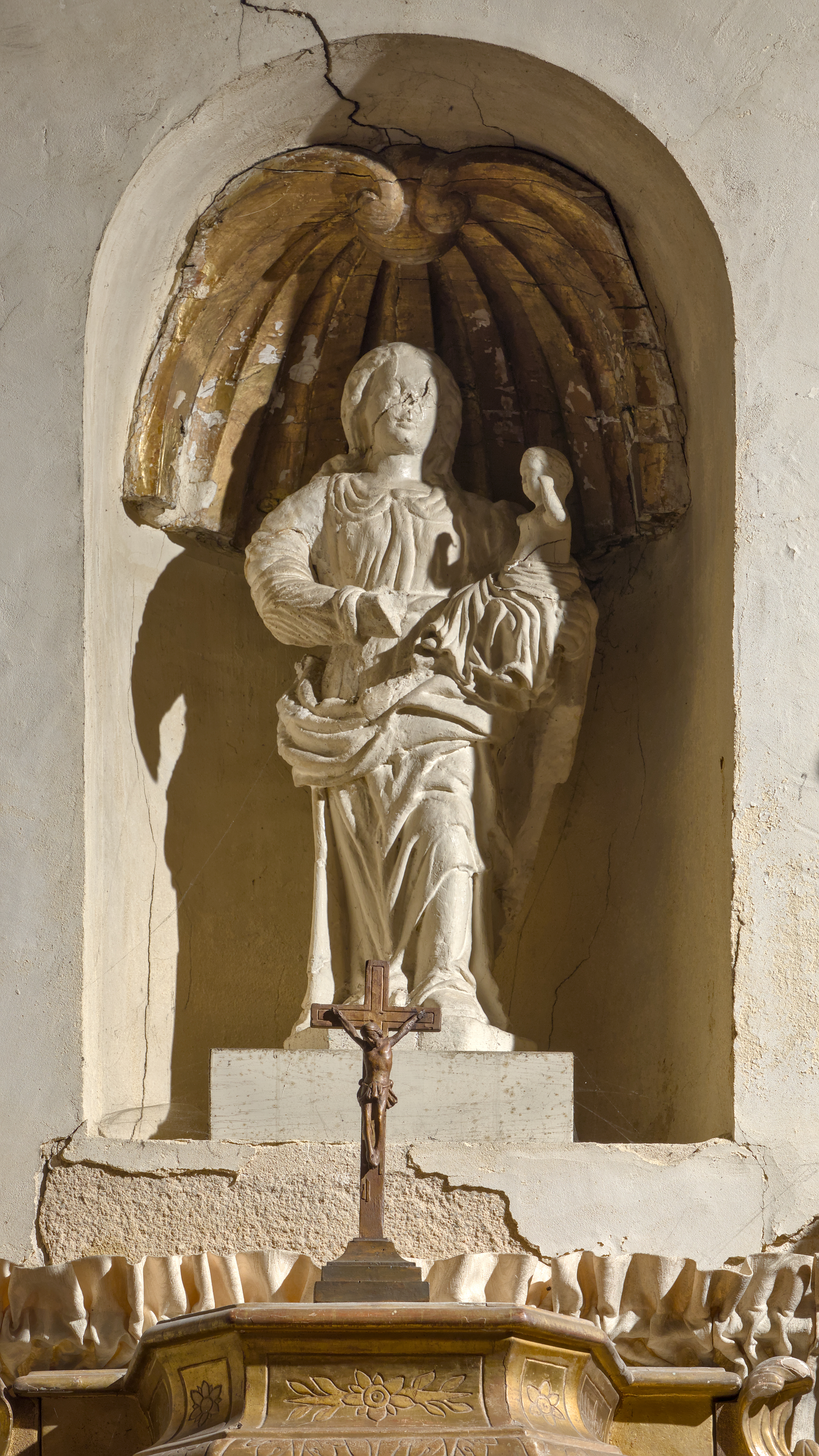
Statue de la Vierge à l'Enfant.